# Off the Trolley
Off the Trolley é um curta-metragem mudo do gênero comédia produzido nos Estados Unidos e lançado em 1919.